# Jimmy Yancey
Jimmy Yancey (* 20. Februar 1898 in Chicago; † 17. September 1951 in Chicago; eigentlich James Edward Yancey) war ein Blues- und Boogie-Woogie-Pianist, dessen Eigenart es war, alle seine Stücke, egal in welcher Tonart, immer mit dem Ton Es zu beenden.

## Leben
Im Alter von sechs Jahren trat Yancey erstmals auf Vaudevilleshows als Sänger und Stepptänzer auf. Später ging er auf Tourneen in den USA und Europa. Ab 1915 ließ er sich in seiner Heimatstadt Chicago nieder, begann eigene Songs zu komponieren und spielte in Clubs und bei House Rent Partys. 1925 wurde er Platzwart vom Comiskey Park für das Baseball-Team Chicago White Sox. Außerhalb von Chicago wurde Yancey 1936 populär, als Meade „Lux“ Lewis einen seiner Songs (Yancey Special) coverte und veröffentlichte. Im Mai 1939 machte Yancey mit den Songs The Fives und Jimmy's Stuff eigene Aufnahmen, die Dan Qualey produzierte. Später veröffentlichte Yancey auf Victor, OKeh und Bluebird. 1948 trat er zusammen mit seiner Ehefrau Estelle „Mama“ Yancey in der Carnegie Hall in New York City auf.
Obwohl Yancey am Ende seines Lebens ein gewisses Maß an Berühmtheit erlangt hatte, gab er bis zu seinem Tode 1951 nie seinen Job als Platzwart bei den Chicago White Sox auf. 1986 wurde Yancey postum in der Kategorie „Frühe Einflüsse“ in die Rock and Roll Hall of Fame aufgenommen.

## Diskographie
- Chicago Piano, Vol. 1  (1951)
- Pure Blues (1951)
- Yancey Special  (1951)
- Jimmy Yancey Special (1952)
- Jimmy and Mama Yancey  (1952)
- Jimmy Yancey (1953)
- In The Beginning  (1989)
- Complete Recorded Works, Vol. 1 (1939–1940)  (1991)
- Complete Recorded Works, Vol. 2 (1940–1943)  (1991)
- Complete Recorded Works, Vol. 3 (1943–1950)  (1991)
- Unissued 1951 Yancey Wire Recordings  (1998)